# Mando de Ingenieros del Ejército de Tierra de España

Escudo del Mando de Ingenieros.

El Mando de Ingenieros (MING) es un conjunto de unidades de ingenieros del Ejército de Tierra de España, puestas bajo un mando único y constituidas, adiestradas y equipadas para ser empleadas en refuerzo de las unidades que se determinen y en el marco de una organización operativa, de acuerdo con la doctrina específica terrestre. Este mando se encuentra en el Acuartelamiento General Arroquia, situado en la ciudad de Salamanca. Tiene como finalidad el aumento de las capacidades de movilidad, contramovilidad y protección de las unidades pertenecientes a la Fuerza Terrestre. El Mando de Ingenieros fue creado el 1 de mayo de 1988, trasladándose a su ubicación actual en 2004.
Desde septiembre de 2020, fruto de una reorganización del Ejército de Tierra, se encuadra en el nuevo Mando de Apoyo a la Maniobra, perteneciente a la Fuerza Terrestre y que encuadra unidades de apoyo como ésta, el Mando de Transmisiones o Artillería Antiaérea y de campaña, entre otras. 
Forman parte del MING:
- Cuartel General en Salamanca
- Regimiento de Ingenieros n.º 1 en Castrillo del Val (Burgos)[3]
  - Plana Mayor de Mando
  - Batallón de Zapadores I/1
- Regimiento de Especialidades de Ingenieros n.º 11 en Salamanca
  - Plana Mayor de Mando
  - Batallón de Caminos I/11
  - Batallón de Castrametación II/11
- Regimiento de Pontoneros y Especialidades de Ingenieros n.º 12 en Zaragoza[4]
  - Sección Plana Mayor Regimental
  - Batallón de Pontoneros I/12 
    - Compañía de Puentes Flotantes
    - Compañía de Puentes Fijos
    - Compañía de Operaciones Anfibias

  - Batallón de Especialidades de Ingenieros III/12
    - Compañía desactivación de explosivos
    - Compañía de Ferrocarriles